# Sangdong-myeon, Gimhae
Sangdong-myeon (koreanska: 상동면) är en socken i stadskommunen Gimhae i provinsen Södra Gyeongsang i den sydöstra delen av Sydkorea, 305 km sydost om huvudstaden Seoul.